# Khorūs Darreh
Khorūs Darreh (persiska: خروس درّه, خَروس دَرِّه, خُرُّس دَرِّه) är en ort i Iran.   Den ligger i provinsen Qazvin, i den nordvästra delen av landet, 200 km väster om huvudstaden Teheran. Khorūs Darreh ligger 2 178 meter över havet och antalet invånare är 247.
Terrängen runt Khorūs Darreh är kuperad, och sluttar norrut.Runt Khorūs Darreh är det ganska glesbefolkat, med 47 invånare per kvadratkilometer. Närmaste större samhälle är Āvaj, 6,9 km norr om Khorūs Darreh. Trakten runt Khorūs Darreh består i huvudsak av gräsmarker.